# إدوارد إل. هوارد
إدوارد إل. هوارد (بالإنجليزية: Edward L. Howard) هو سياسي أمريكي، ولد في 25 نوفمبر 1926 في جاكسونفيل في الولايات المتحدة، وتوفي في 4 يناير 2011 في الولايات المتحدة. حزبياً، نشط في الحزب الجمهوري. وقد انتخب عضو مجلس ولاية بنسيلفانيا.